# Kanton Neuilly-le-Réal
Der Kanton Neuilly-le-Réal war bis 2015 ein französischer Wahlkreis im Arrondissement Moulins, im Département Allier und in der Region Auvergne. Er umfasste neun Gemeinden, sein Hauptort (frz.: chef-lieu) war Neuilly-le-Réal. Die landesweiten Änderungen in der Zusammensetzung der Kantone brachten im März 2015 seine Auflösung. Sein letzter Vertreter im conseil général des Départements war Lucien Gonnot.

## Gemeinden
| Gemeinde             | Einwohner Jahr | Fläche km² | Bevölkerungsdichte | Code INSEE | Postleitzahl |
| -------------------- | -------------- | ---------- | ------------------ | ---------- | ------------ |
| Bessay-sur-Allier    | 1.393 (2013)   | –          | – Einw./km²        | 03025      | 03340        |
| Chapeau              | 228 (2013)     | –          | – Einw./km²        | 03054      | 03340        |
| La Ferté-Hauterive   | 292 (2013)     | –          | – Einw./km²        | 03114      | 03340        |
| Gouise               | 237 (2013)     | –          | – Einw./km²        | 03124      | 03340        |
| Mercy                | 259 (2013)     | –          | – Einw./km²        | 03171      | 03340        |
| Montbeugny           | 693 (2013)     | –          | – Einw./km²        | 03180      | 03340        |
| Neuilly-le-Réal      | 1.458 (2013)   | –          | – Einw./km²        | 03197      | 03340        |
| Saint-Gérand-de-Vaux | 402 (2013)     | –          | – Einw./km²        | 03234      | 03340        |
| Saint-Voir           | 193 (2013)     | –          | – Einw./km²        | 03263      | 03220        |